# Kantishna (rivière)
Pour les articles homonymes, voir Kantishna.
La rivière Kantishna est un cours d'eau d'Alaska, aux États-Unis située dans la région de recensement de Yukon-Koyukuk. C'est un affluent de la rivière Tanana, elle-même affluent du fleuve Yukon.

## Description
Longue de 108 milles (174 km), elle prend sa source au confluent de Birch Creek et de la rivière McKinley, et coule en direction du nord pour se jeter dans la rivière Tanana à 32 milles (51 km) de Nenana.

## Histoire
Brooks, de l'Institut d'études géologiques des États-Unis avait nommé ce cours d'eau Tolkat en 1902. Le lieutenant Gibbs, en 1902 et D.L.Reaburn, en 1903 ont cartographié la source de cette rivière, et on découvert qu'il s'agissait en fait de celle appelée Dugan par Thomas Buchanan Dugan en 1885. Gibbs écrivit Cantishna tandis que Reaburn écrivait Kantishna. Actuellement le nom Tolkat fait référence à un bras de la rivière Kantishna.

## Affluents
- Toklat – 85 milles (137 km)
- McKinley – 58 milles (93 km)
- Birch Creek – 65 milles (105 km)

### Sources
- (en) « Kantishna (rivière) », Geographic Names Information System